# 66 (број)
66 је природан број који се јавља после броја 65, а претходи броју 67.

## У математици
66 је:
- троугаони број.[1]
- хексагонални број.[2]